# Гваніка (Пуерто-Рико)
Гваніка (ісп. Guánica, МФА: [ˈɡwanika]) — муніципалітет Пуерто-Рико, острівної території у складі США. Заснований 1508 року.

## Географія
Площа суходолу муніципалітету складає 93 км² (47-е місце за цим показником серед 78 муніципалітетів Пуерто-Рико).

## Демографія
Станом на 2010 рік на території муніципалітету мешкало 19 427 ос.
Динаміка чисельності населення:

## Населені пункти
Найбільші населені пункти муніципалітету Гваніка:
| Населений пункт | Статус | Населення :   | Населення :   | Населення :   |
| Населений пункт | Статус | на 01.04.1990 | на 01.04.2000 | на 01.04.2010 |
| --------------- | ------ | ------------- | ------------- | ------------- |
| Ель-Тумбао      | Селище | н/д           | н/д           | 2 511         |
| Фуйг            | Селище | 1 172         | 1 204         | 1 110         |
| Гваніка         | Місто  | 9 263         | 9 247         | 7 254         |
| Марія-Антонія   | Селище | 1 265         | 1 479         | 1 285         |